# Holcosus bridgesii
Espèce
Synonymes
- Ameiva bridgesii (Cope, 1869)

Holcosus bridgesii est une espèce de sauriens de la famille des Teiidae.

## Répartition
Cette espèce se rencontre en Colombie, y compris sur l'île Gorgona et en Équateur. 

## Étymologie
Cette espèce est nommée en l'honneur du professeur de chimie Robert Bridges (1806-1882).

## Publication originale
- Cope, 1869 "1868" : Sixth Contribution to the Herpetology of Tropical America. Proceedings of the Academy of Natural Sciences of Philadelphia, vol. 20, p. 305-313 (texte intégral).